# Da Vinci (banda)
Os Da Vinci são uma banda musical portuguesa de pop rock da década de 1980, composta por Pedro Luís e Iei-Or. A banda participou no Festival Eurovisão da Canção de 1989 com a canção "Conquistador".

## História
Os Da Vinci formaram-se no ano de 1982. Nesse ano obtiveram grande sucesso com os singles "Lisboa Ano 10.000/Fantasmas" e "Hiroxima (Meu Amor)". Em 1983 lançaram o álbum Caminhando e o single "Xau Xau de Xangai". Seguem-se os discos "Anjo Anzul" (1984), "Momentos de Paixão" (1985) e "Prince of Xanadu" (1986).
Mudam para a editora Discossete e em 1988 é editado o álbum A Jóia no Lótus.
Em 1989 venceram o 25.º Festival RTP da Canção com  "Conquistador". Receberam o prémio de interpretação e o prémio de popularidade da Casa da Imprensa Mensagem TV Europa. Representaram Portugal em Lausanne, Suíça, no Festival Eurovisão da Canção.
O grupo fez uma longa tournée por Portugal continental e ilhas, e pelas Comunidades Portuguesas no estrangeiro, lançando a sua carreira internacional em França, Suíça e África do Sul.
Em Maio de 1990, os Da Vinci foram galardoados com um Disco de Ouro e um Disco de Platina para o álbum Conquistador e para o respectivo single. Ainda em 1990 é lançado o álbum A Dança dos Planetas, que inclui os singles "Nasci em Portugal" e "Num Tapete Voador".
Em 1991 divulgaram o seu novo show ao vivo em Portugal e no Canadá, onde obtiveram grande êxito na passagem de ano 1991/1992, em Toronto.
Em 1993 lançaram o álbum Entre o Inferno e o Paraíso que incluía o sucesso "Tirem-me deste Filme".
Em 1995 é editado o álbum Oiçam que inclui um megamix de êxitos antigos, intitulado "Da Vinci Old Medley", e versões dos clássicos "Mudam-se Os Tempos, Mudam-se As Vontades" e "O Vento Mudou".
Quatro anos depois, em 1999, os Da Vinci lançaram o álbum Momentos de Paixão. Em 2003 regressaram aos palcos com o espectáculo "Nocturnas".
Participaram no programa televisivo "Diz que É uma Espécie de Réveillon", apresentado pelo grupo humorístico Gato Fedorento e transmitido em directo pela RTP na passagem de ano 2007/2008, cantando os temas "Hiroxima (Meu Amor)" e "Conquistador", acompanhados pela banda de ska portuguesa Banshee And Something Else We Can't Remember.
O grupo é formado pelo casal Pedro Luís Neves (compositor, produtor, teclados e voz) e Iei-Or (pseudónimo da cantora de nome real Maria Manuela Neves; voz principal e letras). Ao longo do tempo passaram ainda outros nomes como João Heitor, Fernando António dos Santos e Ricardo Landum.

## Discografia

### Álbuns
- Caminhando (1983) CD/LP/MC, PolyGram/Universal
- A Jóia no Lótus (1988) LP/MC, Discossete
- Conquistador (1989) CD/LP/MC, Discossete
- A Dança dos Planetas (1990) CD/LP/MC, Discossete
- Entre o Inferno e o Paraíso (1993) CD/LP/MC, PolyGram/Universal
- Oiçam (1995) CD/MC, Movieplay
- Momentos de Paixão (1999) CD/MC, CD7

### Singles
- "Fantasmas"/"Lisboa Ano 10.000" (1982) Single, Polygram
- "Hiroxima (Meu Amor)"/"1001 Noites" (1982) Single, Polygram
- "Xau Xau de Xangai"/"Lágrimas de Prazer" (1983) Single, Polygram
- "Anjo Anzul"/"Vivo na Selva" (1984) Maxi-Single, Polygram
- "Momentos de Paixão"/"Shock Waves no Meu Vídeo" (1985) Single, Polygram
- "Prince of Xanadu"/"Prince of Xanadu (instrumental)" (1986) Single, Polygram
- "Baby (Foi Tudo por Amor)"/"Por Cima de Um Vulcão" (1989) Single, Discossete
- "Conquistador"/"Love Conquistador" (1989) Single, Discossete

### Compilações
- Conquistador · Dança dos Planetas (1990) CD/LP, Discossete
- O Melhor de 2: Trabalhadores do Comércio/Da Vinci (2001) Compilação, Universal